# العصر المسياني
في الديانات الإبراهيمية، العصر المسياني هو الفترة الزمنية المستقبلية على الأرض التي سيحكم فيها المسيح ويجلب السلام والأخوة للجميع، دون أي شر. يعتقد الكثيرون أنه سيكون هناك مثل هذا العصر؛ ويشير إليه البعض باسم "مملكة الله" أو "العالم القادم". يعتقد اليهود أن مثل هذه الشخصية لم تأت بعد، بينما يعتقد المسيحيون والمسلمون أن هذه الشخصية هي المسيح عيسى. 